# Devena atomifera
Devena atomifera är en fjärilsart som beskrevs av Walker 1857. Devena atomifera ingår i släktet Devena och familjen nattflyn. Inga underarter finns listade i Catalogue of Life.